# The Rugby Championship 2012
The Rugby Championship 2012 foi a XVII edição da competição esportiva internacional anual de rugby entre as seleções principais do hemisfério sul: Austrália (Wallabies), Nova Zelândia (All Blacks), África do Sul (Springboks) e a primeira aparição da Argentina (Pumas).

O torneio foi disputado entre os dias 18 de Agosto e 6 de Outubro.
Os times se enfrantaram em jogos de ida e volta, vencedora foi a seleção neozelandesa os All Blacks (11º título), ganhando a Copa Bledisloe (contra a Austrália).

## Classificação
| Lugar | Seleção       | Jogos | Jogos    | Jogos   | Jogos    | Pontos | Pontos | Pontos | Bonus pontos | Bonus pontos | Total pontos |
| Lugar | Seleção       | Jogos | Vitórias | Empates | Derrotas | Favor  | Contra | Saldo  | +4 Tries     | -7 Pontos    | Total pontos |
| ----- | ------------- | ----- | -------- | ------- | -------- | ------ | ------ | ------ | ------------ | ------------ | ------------ |
| 1     | Nova Zelândia | 6     | 6        | 0       | 0        | 177    | 66     | +111   | 2            | 0            | 26           |
| 2     | Austrália     | 6     | 3        | 0       | 3        | 101    | 137    | -36    | 0            | 0            | 12           |
| 3     | África do Sul | 6     | 2        | 1       | 3        | 120    | 109    | +11    | 1            | 1            | 12           |
| 4     | Argentina     | 6     | 0        | 1       | 5        | 80     | 166    | -86    | 0            | 2            | 4            |

## Jogos
| 18 de Agosto de 2012 | Austrália                                                                               | 19 - 27 | Nova Zelândia                                                                                            | ANZ Stadium, Sydney                    |  |
|                      | Tries: Nathan Sharpe 38' Conv: Berrick Barnes 39' Penais: Berrick Barnes 2' 44' 49' 75' |         | Tries: Israel Dagg 12' Cory Jane 32' Conv: Daniel Carter 13' Penais: Daniel Carter 10' 19' 47' 62' 80+2' | Público: 76,877 Árbitro: Alain Rolland |  |

| 18 de Agosto de 2012 | África do Sul                                                                                              | 27 - 6 | Argentina                             | Newlands Stadium, Cidade do Cabo     |  |
|                      | Tries: Zane Kirchner 16' Marcell Coetzee 27' Bryan Habana 56' Conv: Morné Steyn Penais: Morné Steyn 3' 24' |        | Penais: Juan Martín Hernández 13' 30' | Público: 38,843 Árbitro: Steve Walsh |  |

| 25 de Agosto de 2012 | Nova Zelândia                                                                      | 22 - 0 | Austrália | Eden Park, Auckland                  |  |
|                      | Tries: Israel Dagg 45' Conv: Dan Carter 46' Penais: Dan Carter 25' 29' 38' 42' 48' |        |           | Público: 50,000 Árbitro: Nigel Owens |  |

| 25 de Agosto de 2012 | Argentina                                                                                     | 16 - 16 | África do Sul                                                                   | Estádio Malvinas, Mendoza |  |
|                      | Tries: Santiago Fernández 16' Conv: Martín Rodríguez 17' Penais: Martín Rodríguez 11' 35' 50' |         | Tries: François Steyn 64' Conv: Morné Steyn 65' Penais: Morné Steyn 32' 48' 53' | Árbitro: Steve Walsh      |  |

| 8 de Setembro de 2012 | Austrália                                                                                                  | 26 - 19 | África do Sul                                                                               | Patersons Stadium, Perth |  |
|                       | Tries: Scott Higginbotha 56' Ben Alexander 68' Conv: Berrick Barnes Penais: Berrick Barnes 18' 29' 48' 63' |         | Tries: Bryan Habana 20' Conv: Morné Steyn Penais: Morné Steyn 3' 67' François Steyn 25' 60' | Árbitro: [Nigel Owens    |  |

| 8 de Setembro de 2012 | Nova Zelândia                                                                            | 21 - 5 | Argentina                  | Westpac Stadium, Wellington |  |
|                       | Tries: Julian Savea 66' Cory Jane 71' Conv: Aaron Cruden Penais: Aaron Cruden 8' 24' 51' |        | Tries: Rodrigo Roncero 12' | Árbitro: Romain Poite       |  |

| 15 de Setembro de 2012 | Austrália                                                                                                   | 23 - 19 | Argentina                                                                                   | Skilled Park, Gold Coast |  |
|                        | Tries: Pat McCabe 60' Digby Ioane 69' Conv: Berrick Barnes Penais: Berrick Barnes 25' 49' Kurtley Beale 79' |         | Tries: Tomás Leonardi 50' Julio Farías Cabello 52' Penais: Juan Martín Hernández 4' 29' 57' | Árbitro: Wayne Barnes    |  |

| 15 de Setembro de 2012 | Nova Zelândia                                                                              | 21 - 11 | África do Sul                                                    | Forsyth Barr Stadium, Dunedin |  |
|                        | Tries: Israel Dagg 19' Aaron Smith 60' Conv: Aaron Cruden Penais: Aaron Cruden 52' 75' 82' |         | Tries: Bryan Habana 48' Penais: Morné Steyn 18' Johan Goosen 70' | Árbitro: George Clancy        |  |

| 29 de Setembro de 2012 | África do Sul                                                                                      | 31 - 8 | Austrália                                           | Loftus Versfeld Stadium, Pretória      |  |
|                        | Tries: Zane Kirchner 21' Bryan Habana 28' 60' 78' Francois Louw 53' Conv: Ruan Pienaar 22' 29' 61' |        | Tries: Michael Harris 65' Penais: Kurtley Beale 34' | Público: 44,463 Árbitro: Alain Rolland |  |

| 29 de Setembro de 2012 | Argentina | 15 - 54 | Nova Zelândia | Estadio Ciudad de La Plata, La Plata |  |
|                        | Tries: Martín Landajo 7' Gonzalo Camacho 47' Conv: Juan Martin Hernandez 47' Penais: Juan Martin Hernandez 26' |         | Tries: Aaron Smith 15' Cory Jane 22' 50' 79' Julian Savea 30' 38' Ma'a Nonu 58' Conv: Dan Carter 15' 23' 39' Aaron Cruden 59' 80' Penais: Dan Carter 19' 28' Aaron Cruden 65' | Público: 53,000 Árbitro: Jaco Peyper |  |

| 6 de Outubro de 2012 | África do Sul                                                                                  | 16 - 32 | Nova Zelândia | Estádio FNB, Joanesburgo |  |
|                      | Tries: Bryan Habana 12' Conv: Johan Goosen 13' Penais: Johan Goosen 20' Elton Jantjies 36' 39' |         | Tries: Sam Whitelock 25' Aaron Smith 33' Ma'a Nonu 41' Conrad Smith 52' Conv: Daniel Carter 33' 41' 53' Penais: Daniel Carter 71' Drop: Daniel Carter 63' | Árbitro: Alain Rolland   |  |

| 6 de Outubro de 2012 | Argentina                                                                                                  | 19 - 25 | Austrália                                                                                    | Estádio Gigante de Arroyito, Rosário |  |
|                      | Tries: Juan Imhoff 76' Conv: Marcelo Bosch 76' Penais: Juan Martin Hernandez 10' 15' 28' Marcelo Bosch 61' |         | Tries: Digby Ioane 63' Conv: Michael Harris 63' Penais: Michael Harris 2' 7' 13' 23' 26' 73' | Árbitro: Craig Joubert               |  |

## Campeã
| The Rugby Championship 2012                    |
| ---------------------------------------------- |
| Nova Zelândia (All Blacks) Campeã (11º título) |